# Обалска видра
Обалска видра или видра мачка (лат. Lontra felina) је врста кунолике звери (Mustelidae) из потпородице видри. Обалска видра живи само у сланој води Тихог океана уз обалу Јужне Америке и веома ретко залази у слатководна станишта. 

## Распрострањење
Станиште обалске видре су литорална подручја југозападне Јужне Америке, уз тихоокеанску обалу Перуа, Чилеа и крајњег југа Аргентине.

## Станиште
Станишта обалске видре су слановодна подручја. Настањују камените обале, са пећинама које су изнад воде у време плиме, као и подручја са обиљем алги и морске траве, у којима постоји обиље плена. Бира станишта са високим таласима и јаким ветровима. Креће се до 30 метара у дубину копна и плива 100 до 150 метара од обале ка пучини. Веома ретко залази у реке у потрази за пленом.

## Угроженост
Ова врста се сматра угроженом. Пре свега због губитка станишта и прекомерног лова њеног плена (рибе), као и због криволова у јужнијим областима.

### Популациони тренд
Популација ове врсте се смањује, судећи по расположивим подацима.